# Juhász István (plébános)
Juhász István (Püspökladány, 1937. január 16. – Kazincbarcika, 1993. május 1.) magyar római katolikus pap, Kazincbarcika önálló lelkésze (1964–1982), majd plébánosa (1982–1993).

## Élete és pályafutása
1960. június 16-án szentelték pappá. 1960 és 1964 között Berentén szolgált segédlelkészként. 1964-ben Kazincbarcika kihelyezett lelkésze lett, 1964–1982 közt pedig Kazincbarcikán működött önálló lelkészként. 1982-től 1993-ban bekövetkezett haláláig Kazincbarcika plébánosa volt. Juhász István „hihetetlen energiával, merész tervekkel és kifinomult ízléssel” felújíttatta Kazincbarcika 1913-ban felszentelt katolikus templomát, az Ávilai Nagy Szent Teréz-templomot, amely csak 1982-ben kapta meg a plébániatemplomi rangot. A plébános 1993. május 1-jén hunyt el Kazincbarcikán 56 éves korában. Síremléke a kazincbarcikai temetőben található.
Részben közel harmincéves egyházszervező, közösségteremtő munkásságának köszönhető, hogy – mivel az Ávilai Nagy Szent Teréz-templom az 1990-es évek végére egyre szűkebbnek bizonyult a hívők számára – felvetődött egy nagyobb méretű templom megépítése Kazincbarcikán. Hosszú előkészítő- és tervező-, valamint négyévi építőmunka után 2007. augusztus 25-én került sor a Szent Család római katolikus templom felszentelésére.

## Galéria
- Juhász István 1961-ben
- Juhász István (fent) elsőáldozókkal az Ávilai Nagy Szent Teréz-templom lépcsőjén 1961-ben
- Juhász István (középen) elsőáldozó fiúk csoportképén 1963-ban